# 南门镇
南门镇，是中华人民共和国重庆市开州区下辖的一个乡镇级行政单位。

## 行政区划
南门镇下辖以下地区：
新南社区、石口社区、镇中村、镇西村、三道河村、芙蓉村、莲池村、新浦村、清泉村、万里村、双白村、龙头村、天水村、东阳村、月城村、阳寨村、高明村、光明村、花林村、双丰村、平顶村、卷桥村和龙河村。